# Grand Prix Formule 1 van Canada 1971
De Grand Prix Formule 1 van Canada 1971 werd gehouden op 19 september 1971 in Mosport Park.

## Uitslag
| Positie | Nummer | Rijder               | Team                  | Ronden | Tijd/Opgave      | Startplaats | Punten |
| ------- | ------ | -------------------- | --------------------- | ------ | ---------------- | ----------- | ------ |
| 1       | 11     | Jackie Stewart       | Tyrrell-Ford          | 64     | 1:55:13.1        | 1           | 9      |
| 2       | 17     | Ronnie Peterson      | March-Ford            | 64     | 38.3             | 6           | 6      |
| 3       | 10     | Mark Donohue         | McLaren-Ford          | 64     | + 1:35.8         | 8           | 4      |
| 4       | 9      | Denny Hulme          | McLaren-Ford          | 63     | + 1 Ronde        | 10          | 3      |
| 5       | 3      | Reine Wisell         | Lotus-Ford            | 63     | + 1 Ronde        | 7           | 2      |
| 6       | 12     | François Cevert      | Tyrrell-Ford          | 62     | + 2 Rondes       | 3           | 1      |
| 7       | 2      | Emerson Fittipaldi   | Lotus-Ford            | 62     | + 2 Rondes       | 4           |        |
| 8       | 4      | Jacky Ickx           | Ferrari               | 62     | + 2 Rondes       | 12          |        |
| 9       | 14     | Jo Siffert           | British Racing Motors | 61     | + 3 Rondes       | 2           |        |
| 10      | 20     | Chris Amon           | Matra                 | 61     | + 3 Rondes       | 5           |        |
| 11      | 22     | John Surtees         | Surtees-Ford          | 60     | + 4 Rondes       | 14          |        |
| 12      | 31     | Helmut Marko         | British Racing Motors | 60     | + 4 Rondes       | 19          |        |
| 13      | 6      | Mario Andretti       | Ferrari               | 60     | + 4 Rondes       | 13          |        |
| 14      | 15     | Peter Gethin         | British Racing Motors | 59     | + 5 Rondes       | 16          |        |
| 15      | 28     | George Eaton         | British Racing Motors | 59     | + 5 Rondes       | 21          |        |
| 16      | 18     | Nanni Galli          | March-Ford            | 57     | + 7 Rondes       | 20          |        |
| NC      | 19     | Mike Beuttler        | March-Ford            | 56     | Niet geklasseerd | 22          |        |
| NC      | 35     | Pete Lovely          | Lotus-Ford            | 55     | Niet geklasseerd | 25          |        |
| NF      | 24     | Rolf Stommelen       | Surtees-Ford          | 26     | Oververhitting   | 23          |        |
| NF      | 21     | Jean-Pierre Beltoise | Matra                 | 15     | Ongeluk          | 11          |        |
| NF      | 33     | Skip Barber          | March-Ford            | 13     | Oliedruk         | 24          |        |
| NF      | 5      | Clay Regazzoni       | Ferrari               | 7      | Ongeluk          | 18          |        |
| NF      | 37     | Graham Hill          | Brabham-Ford          | 2      | Ongeluk          | 15          |        |
| NF      | 8      | Tim Schenken         | Brabham-Ford          | 1      | Ontsteking       | 17          |        |
| NF      | 16     | Howden Ganley        | British Racing Motors | 0      | Ongeluk          | 9           |        |
| NQ      | 26     | Chris Craft          | Brabham-Ford          |        |                  |             |        |

## Statistieken
| Pole-position | Jackie Stewart | Tyrrell-Ford | 1:15.3 |
| Snelste ronde | Denny Hulme    | McLaren-Ford | 1:43.5 |

## Noot
- Dit was het debuut van de Amerikaanse coureur Mark Donohue en de Britse coureur Chris Craft.
- Eerste podiumplaats voor Mark Donohue.

1967 · 1968 · 1969 · 1970 · 1971 · 1972 · 1973 · 1974 · 1976 · 1977 · 1978 · 1979 · 1980 · 1981 · 1982 · 1983 · 1984 · 1985 · 1986 · 1988 · 1989 · 1990 · 1991 · 1992 · 1993 · 1994 · 1995 · 1996 · 1997 · 1998 · 1999 · 2000 · 2001 · 2002 · 2003 · 2004 · 2005 · 2006 · 2007 · 2008 · 2010 · 2011 · 2012 · 2013 · 2014 · 2015 · 2016 · 2017 · 2018 · 2019 · 2022 · 2023 · 2024 · 2025 · 2026 · 2027 · 2028 · 2029